# Club Méditerranée
Club Méditerranée, também conhecida como Club Med, é uma empresa de origem francesa que actua no sector do turismo prestando serviços de hotelaria e lazer. Possui dezenas de luxuosos resorts, chamados de villages, distribuídos em vários países. O logo da empresa contém o tridente de Posidão que simboliza a dominação dos mares.
Em Portugal o Club Med possui um único village chamado Da Balaia. Localiza-se na praia Maria Luísa em Albufeira, região do Algarve e está classificado com "4 Tridentes". No Brasil, existem quatro villages. Dois ficam no estado da Bahia, um no estado do Rio de Janeiro e um no estado de São Paulo. Um quinto resort está sendo construído na praia do Peró, em Cabo Frio, e deverá ser inaugurado em novembro de 2014.

## História
O Club Méditerranée foi criado em 27 de Abril de 1950 por um antigo membro da equipe belga de polo aquático, Gérard Blitz, inspirado no clube olímpico de Calvi, na Córsega. Na primeira temporada, convidou seus amigos desportistas de antes da guerra e companheiros da Resistência com os quais promoveu, sob patrocínio do governo belga, a reinserção de belgas egressos dos campos de concentração, em um hotel de Engelberg, Suíça.
Em 1956, o Club Méditerranée abre seu primeiro village (aldeia) de inverno em Leysin, Suíça.
Em 1974, por dificuldades financeiras, nove outros acionistas adquiriram a maior parte do capital da empresa, dentre os quais, Gianni Agnelli (presidente da Fiat) e o Club abre novos hotéis (chamados villages) na Itália.
Em 2004, após o falecimento de Gianni Agnelli, a nova direção financeira da Fiat decide ceder 28,9% das ações do Club Med ao grupo Accor, que assim se torna o acionista principal.
O grupo conta com 77 villages e um barco de cruzeiro.

## Distribuição
Depois de inaugurar o seu primeiro resort na China em 2011, espera-se que com a construção de mais quatro resorts na China, esta passa a ser o maior mercado do grupo após a França.
| Nome do village           | Zona                               | País                 | Número de tridentes |
| ------------------------- | ---------------------------------- | -------------------- | ------------------- |
| El Gouna-Mer Rouge        | África - Oriente Médio             | Egito                | 3                   |
| Louxor                    | África - Oriente Médio             | Egito                | 3                   |
| Coral Beach               | África - Oriente Médio             | Israel               | 3                   |
| Agadir                    | África - Oriente Médio             | Marrocos             | 3                   |
| Marrakech La Médina       | África - Oriente Médio             | Marrocos             | 3                   |
| Marrakech La Palmeraie    | África - Oriente Médio             | Marrocos             | 4                   |
| Marrakech Le Riad         | África - Oriente Médio             | Marrocos             | 5                   |
| Smir                      | África - Oriente Médio             | Marrocos             | 3                   |
| Yasmina                   | África - Oriente Médio             | Marrocos             | 3                   |
| Cap Skirring              | África - Oriente Médio             | Senegal              | 4                   |
| Djerba La Douce           | África - Oriente Médio             | Tunísia              | 3                   |
| Djerba La Fidèle          | África - Oriente Médio             | Tunísia              | 3                   |
| Djerba Méridiana          | África - Oriente Médio             | Tunísia              | 3                   |
| Hammamet                  | África - Oriente Médio             | Tunisie              | 3                   |
| Nabeul                    | África - Oriente Médio             | Tunísia              | 3                   |
| Arcs Extrême              | Alpes                              | França               | 3                   |
| L' Alpe d'Huez La Sarenne | Alpes                              | França               | 3                   |
| Aime la Plagne            | Alpes                              | França               | 3                   |
| Avoriaz                   | Alpes                              | França               | 3                   |
| Chamonix Mont - Blanc     | Alpes                              | França               | 4                   |
| Les Deux Alpes            | Alpes                              | França               | 3                   |
| Méribel Antarès           | Alpes                              | França               | 4                   |
| Méribel Aspen Park        | Alpes                              | França               | 4                   |
| Méribel le Chalet         | Alpes                              | França               | 4                   |
| Les Ménuires              | Alpes                              | França               | 3                   |
| La Plagne 2100            | Alpes                              | França               | 4                   |
| Peisey-Vallandry          | Alpes                              | França               | 4                   |
| Serre-Chevalier           | Alpes                              | França               | 3                   |
| Tignes Val Claret         | Alpes                              | França               | 4                   |
| Val d'Isère               | Alpes                              | França               | 4                   |
| Val Thorens               | Alpes                              | França               | 3                   |
| Cervinia                  | Alpes                              | Itália               | 4                   |
| Sestrière                 | Alpes                              | Itália               | 3                   |
| Saint-Moritz Roi Soleil   | Alpes                              | Suíça                | 4                   |
| Villars-sur-Ollon         | Alpes                              | Suíça                | 4                   |
| Wengen                    | Alpes                              | Suíça                | 3                   |
| Sandpiper                 | América do Norte - América Central | Estados Unidos       | 3                   |
| Cancún Yucatán            | América do Norte - América Central | México               | 4                   |
| Ixtapa Pacific            | América do Norte - América Central | México               | 4                   |
| Itaparica                 | América do Sul                     | Brasil               | 3                   |
| Rio Das Pedras            | América do Sul                     | Brasil               | 4                   |
| Trancoso                  | América do Sul                     | Brasil               | 4                   |
| Mogi das Cruzes           | América do Sul                     | Brasil               | 3                   |
| Columbus Isle             | Antilhas- Caraíbas                 | Bahamas              | 4                   |
| La Caravelle              | Antilhas- Caraíbas                 | Guadalupe            | 4                   |
| Les Boucaniers            | Antilhas- Caraíbas                 | Martinica            | 4                   |
| Punta Cana                | Antilhas- Caraíbas                 | Republica Dominicana | 4                   |
| Turquoise                 | Antilhas- Caraíbas                 | Turks e Caicos       | 3                   |
| Bali                      | Ásia                               | Indonésia            | 4                   |
| Bintan Island             | Ásia                               | Indonésia            | 4                   |
| Kabira                    | Ásia                               | Japão                | 4                   |
| Sahoro                    | Ásia                               | Japão                | 3                   |
| Cherating Beach           | Ásia                               | Malásia              | 4                   |
| Phuket                    | Ásia                               | Tailândia            | 4                   |
| Yabuli                    | Ásia                               | China                | 4                   |
| Athenia                   | Europa                             | Grécia               | 2                   |
| Gregolimano               | Europa                             | Grécia               | 4                   |

## Direção da empresa[4]
- Presidente-Diretor Geral: Henri Giscard d'Estaing
- Diretor Financeiro: Michel Wolfovski
- Diretor de Villages da Europa e África : Patrick Calvet
- Diretor para a América Latina: Janyck Daudet
- Diretor de Marketing Estratégico: Katia Hersard
- Diretor para Asia-Pacífico: Caroline Puechoultres
- Diretor Comercial e de Marketing de Novos Mercados Europa-África: Sylvain Rabuel
- Diretor de Recursos Humanos: Olivier Sastre
- Diretor de Mercados - França, Bélgica e Suíça: Anne Yannic